# かわりんぼ
かわりんぼはかつてロッテより製造されていた菓子。2016年頃?をもって製造、販売は終了した。裏と表で味の違うペロペロキャンデー(グレープ＆リンゴ味で一緒に舐めるとマスカット味、2012年以前はメロン味とレモン味で一緒に舐めるとソーダ味のキャンディ)でイラストの書かれているラムネ菓子(レモン味、2012年以前は)をはさみこみ、スティックの中身がコーラ味のガムとなっている。3つのお菓子が1本になっていることが売りだった。1984年発売。想定小売価格63円前後。

## 概要
中のラムネのイラストがドラえもんとなっているドラえもんバージョンやシナモロールバージョンもあった。ラムネの絵柄は裏と表で違う。パッケージによるとイラストの組み合わせは全部で20種類でコアラのマーチのマーチくんが出るとラッキーだったという。販売対象のターゲットは小学生。

## 歴史
- 1984年発売。[1]
- 2012年商品自体やパッケージをリニューアル。[1]
- 2016年頃?販売中止。ロッテより理由の説明はない。2022年現在再販に向けた目立った動きはなく、Amazonのページでも「この商品は現在取り扱うことができません」と表示される。(参考:)